# 1-甲氨基蒽醌
1-甲氨基蒽醌（英語：1-(methylamino)anthraquinone，也称为分散红9）是蒽醌的一种衍生物，可作红色染料。1-甲氨基蒽醌用作彩色烟雾中紫红色烟雾的配方，除此之外也用于M18烟雾弹和一些染料包。1-甲氨基蒽醌的发烟特性可以通过将惰性材料（如环氧树脂）涂抹于染料粒子上来改善。